# WASP-41
WASP-41 è una stella della costellazione del Centauro, distante 533 anni luce dal sistema solare. Nel 2010 è stato scoperto in orbita attorno alla stella un pianeta extrasolare, WASP-41 b, un gioviano caldo avente un periodo di rivoluzione di appena 3 giorni. Nel 2015 è stata confermata la presenza di un altro pianeta gigante che dista poco più di un'unità astronomica dalla propria stella, situato quindi nella zona abitabile del sistema.

## Caratteristiche
WASP-41 è una stella nana gialla simile al Sole, anche se un po' più piccola e fredda; la massa e il raggio sono rispettivamente il 99% e l'89% di quelli del Sole, e la sua temperatura superficiale è di circa 5500 K. Anche la metallicità, ovvero la presenza di elementi più pesanti dell'elio, è simile a quella del Sole. Tuttavia WASP-41 appare più giovane, con un'età stimata in circa 2,3 miliardi di anni, equivalente alla metà dell'età del Sole.

## Sistema planetario
Entrambi i pianeti sono stati scoperti col metodo della velocità radiale; il gioviano caldo percorre un'orbita circolare a una distanza dalla stella di soli 6 milioni di chilometri, la sua massa è paragonabile a quella di Giove. Il pianeta più esterno scoperto nel 2015 orbita invece in 421 giorni a poco più di una UA dalla stella ed è situato all'interno della zona abitabile. Ha una massa oltre 3 volte quella gioviana e nonostante esso non abbia una superficie solida, un satellite di tipo roccioso attorno a esso potrebbe avere le condizioni per sostenere acqua liquida in superficie, visto che la temperatura di equilibrio, di 241 K, è di poco inferiore a quella terrestre (255 K).

### Prospetto sul sistema
Sotto un prospetto del sistema di WASP-41;
| Pianeta | Massa    | Raggio | Periodo orb.  | Sem. maggiore | Scoperta |
| ------- | -------- | ------ | ------------- | ------------- | -------- |
| b       | 0,977 MJ | 1,2 rJ | 3,0524 giorni | 0,04 UA       | 2010     |
| c       | >3,2 MJ  | —      | 421±2 giorni  | 1,36 UA       | 2015     |